# Burgstall Strafenberg
Der Burgstall Strafenberg bezeichnet eine abgegangene Gipfelburg auf dem Strafenberg im Gebiet der Gemeinde St. Leonhard bei Freistadt im Bezirk Freistadt von Oberösterreich. Die Anlage, eine abgekommene Holzburg mit Palisadenmauer, wurde von Alfred Höllhuber 1967 entdeckt und bei einer Grabungskampagne 1979 vermessen.

## Geschichte
Die Gegend wird erstmals 853 erwähnt, als König Ludwig II. die dem Kloster St. Emmeram durch Graf Wilhelm geschenkten Gebiete zwischen der Aist und der Naarn, den sogenannten Regensburger Luß, bestätigt.
Im Weiler Schwaighof ist der „Bauer im Schwaighof“ das größte Anwesen (Adresse Schwaighof Nr. 2). Vermutlich war dieses Gut im Besitz von Freieignern aus der Zeit der ersten Besiedlung. Dieses Gebäude war laut Franziszeischen Kataster von 1828 vollständig aus Holz errichtet, erst 1861 wurde der Hausstock aus Stein aufgemauert.
Die ältesten Funde vom Strafenberg stammen aus dem 11. Jahrhundert (eventuell ist auch eine frühere Datierung möglich). Die Burg dürfte zwischen 1200 und 1250 abgekommen sein. 1235 gelangten die hier gelegenen Passauischen Lehen an die Babenberger. Eventuell wurde im Zuge dieses Besitzwechsels eine Neuaufteilung der Gründe vorgenommen, bei der auch die ältere Holzburg verlassen und die Verwaltung in die Steinburgen Prandegg und Stampfegg verlagert wurde.
Nach volksetymologischer Herleitung soll die Bezeichnung Strafenberg davon herrühren, dass Rechtsbrecher von der Herrschaft Stampfegg zur „Strafe“ auf dem Strafenberg hätten arbeiten müssen. Diese Behauptung stimmt mit hoher Wahrscheinlichkeit nicht, da in früheren Urbaren das Gut am Südhang der Strafenberg mit „Schraffennperg“ bezeichnet wurde, eine Namensbildung, die sich von „schraf“ (= „schroff“) herleitet und erst im 19. Jahrhundert in Strafenberg umgewandelt wurde.

## Archäologische Befunde zum Burgstall Strafenberg
Die Holzburg lag auf dem Gipfelfelsen des Strafenberg. Dieser fällt nach Nordwesten 25 m ab. Das schräg verlaufende Gipfelplateau erstreckt sich auf etwa 23 m mit 5 m Höhenunterschied. Die sich hier befindliche Wehranlage kann aufgrund von Einstemmungen in den Felsen genau beschrieben werden.
Die äußere Ringmauer wird durch unregelmäßige, trogartig ausgehöhlte Rinnen (16–25 cm breit, bis zu 25 cm hoch) markiert. In diese wurden dem Gelände folgend hölzerne Palisaden (etwa 21 × 21 cm) eingestellt. Diese Struktur bildet ein unregelmäßiges Pentagon. Hinter den Rinnen befinden sich bis zu 80 cm lange und etwa 24 cm breite und bis zu 30 cm hohe Bettungen für waagrechte Balken, an denen die Palisaden mit Holznägeln befestigt waren. Parallel zur Außenwand sind in einem Abstand von 1,8 bis 2 m runde oder viereckige Fundamente (19 bis 28 cm) für Ständer ausgestemmt. Hier verlief ein Wehrgang. Für die größeren Ecksäulen, die in der äußeren Palisadenflucht standen, sind wesentlich größere Ausnehmungen geschaffen worden. Auch Pfostengruben für eine Treppenkonstruktion konnten gefunden werden.
Der Gipfel des Strafensteins ist waagrecht abgeebnet. Hier dürfte also der Wohnturm der Anlage gestanden haben. Diese wurde partiell auf einer Trockenmauer errichtet.
Der Zugang zu der Burg erfolgte über einen schmalen Steg von der Nordostseite des Strafenbergs. Dieser führte zur südöstlichen Ecke der Wehranlage, an dem sich ein kleines Steinhaus, vermutlich der erste Eingang zur Burg, befindet. Es wird hier aufgrund der Funde (Teile von Zaumzeug, Hufeisen, Hufnägel) ein Pferdestall und eventuell eine Kammer für einen Knecht vermutet. Von dort konnte man über eine abgewinkelte Blocktreppe zu der sechs Meter höher gelegenen und von einem Tor geschützten Kernanlage der Burg aufsteigen. Der Aufgang war durch eine Palisadenwand geschützt, eventuell auch von einem Pultdach. Der Burghof wurde im Norden von einem Küchenbau und im Süden von dem Wohnturm (6,3 × 8,3 m) eingenommen und war mit einer Mauer umfriedet. Es wird hier auf der Ebene des ersten Stocks des Wohnturms auch ein Wehrgang vermutet, der auch zu dem Eingang des Wehrturmes führte. Das Untergeschoß dürfte als Vorratsraum und Keller gedient haben, darüber können zwei weitere Geschoße angenommen werden, so dass sich eine Gesamthöhe des Wohnturms von ca. 10 m ergibt. Das in Riegelbauweise errichtete Gebäude dürfte – auch als Feuerschutz – von innen mit einem Lehmbewurf abgedichtet gewesen sein. Eventuell gab es in dem Wohnturm auch eine offene Feuerstelle über einem Lehm- oder Steinflöz. Innerhalb des Gebäudes dienten steile Holzstiegen als Verbindung zwischen den Stockwerken. Der an den Wohnturm angebaute Küchenbau war aus Stein aufgeführt und besaß einen Herd mit einem gemauerten Rauchabzug. Dieses Gebäude diente zugleich auch als Schmiede. Eine Quelle konnte im Burgbereich nicht gefunden werden; das Wasser muss also von einem weiter unten gelegenen Siedlungsplatz nach oben getragen werden. Auch an das Sammeln von Regenwasser und der Speicherung in entsprechenden Behältnissen ist zu denken.
Der äußere Hofraum könnte auch durch einen Wehrgang, der zum Innenbereich nur durch Balken gesichert war, abgeschlossen gewesen sein. Hier wird aufgrund von Felseinstemmungen ein zweigeschoßiger Bau vermutet.
Aus dem Burgstall stammen zahlreiche Keramik- und Eisenfunde (Messerklingen, Pfeilspitzen, Hufeisen und -nägel, Sporn, Gürtelschnalle, Krampen). Auch ein „Fackeltöter“ (40 × 26 cm), eine Spinnwirtel und ein Wetzstein konnten gesichert werden. Holzkohle, Eisenschlacke und Tierknochen (hauptsächlich Rinderknochen) wurden ergraben.

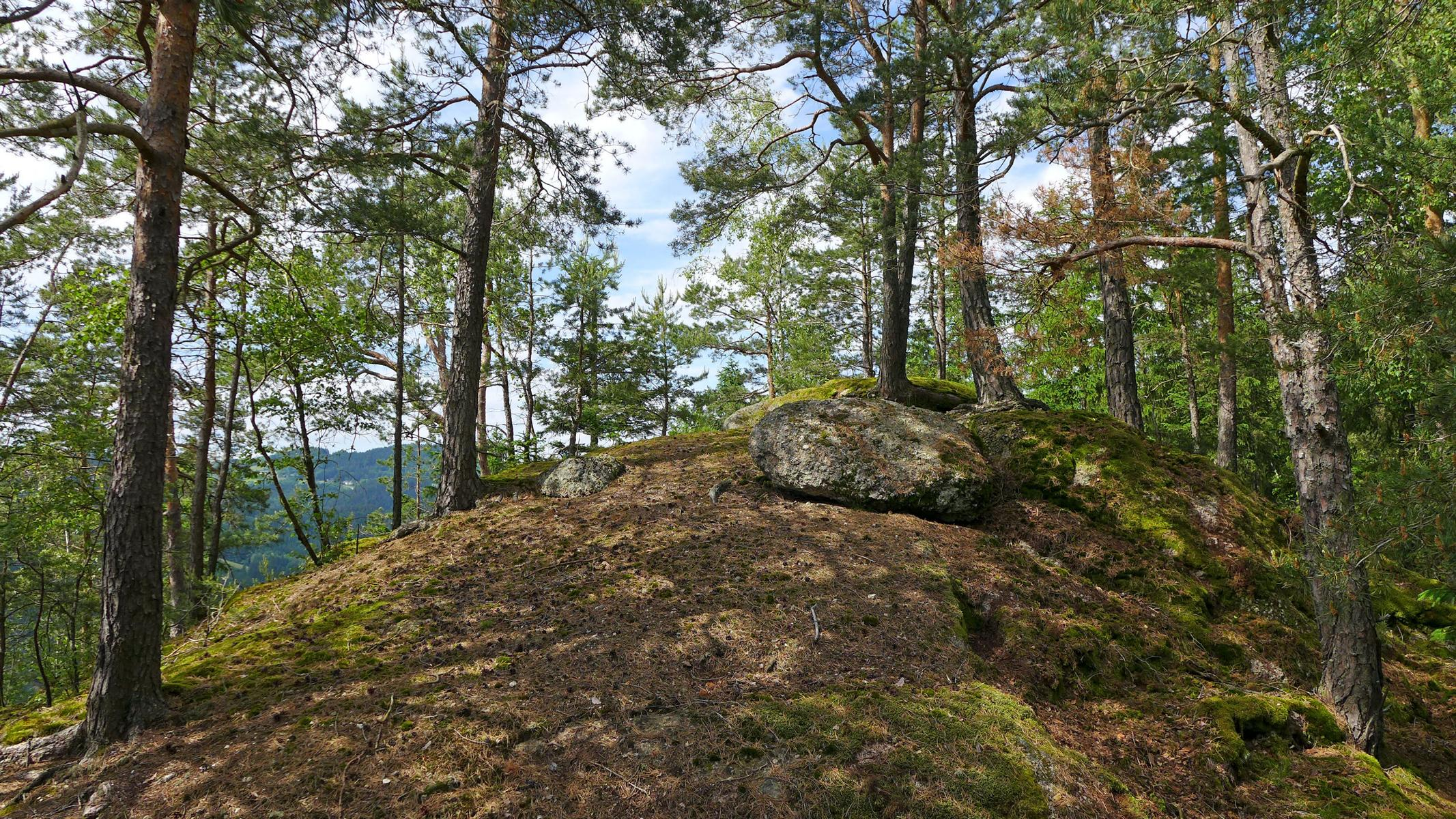
Am Gipfel unter Bäumen der Burgstall Strafenberg. 2023
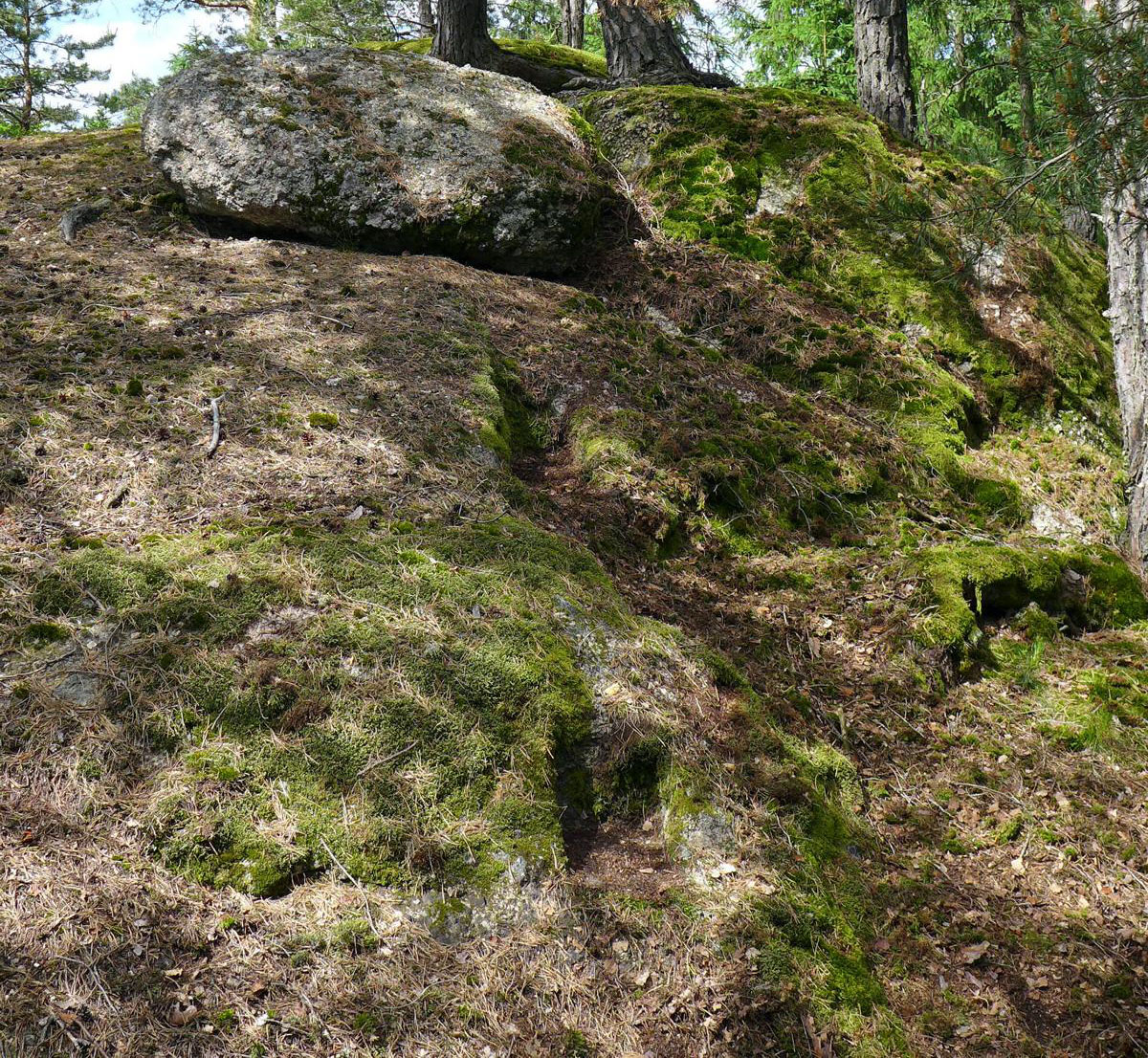
Detail 2 rechteckige Einstemmungen. 2023
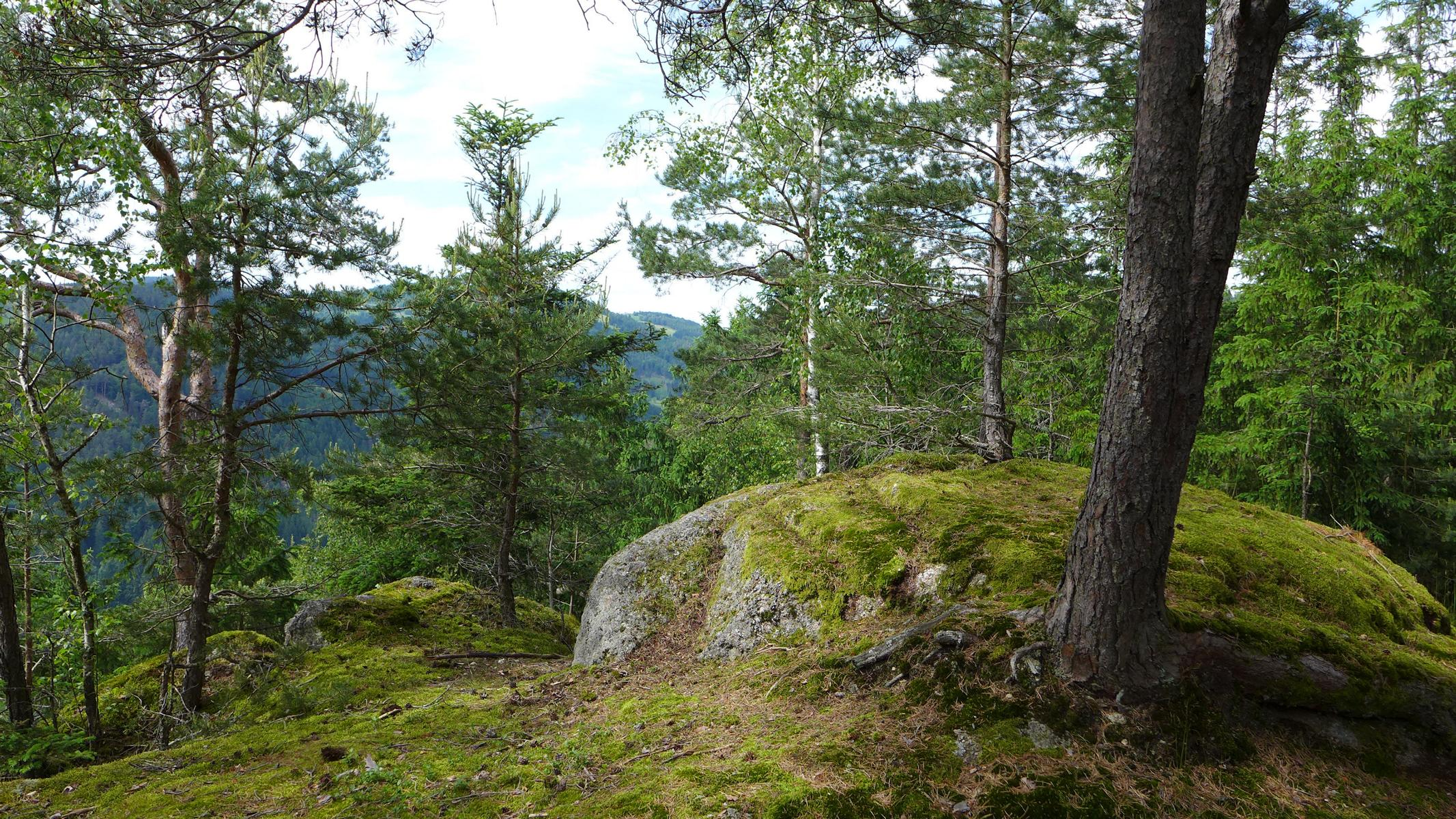
Gipfelfelsen mit länglichen Einstemmungen. Hier stand vermutlich der fünfeckige Wohnturm. 2023
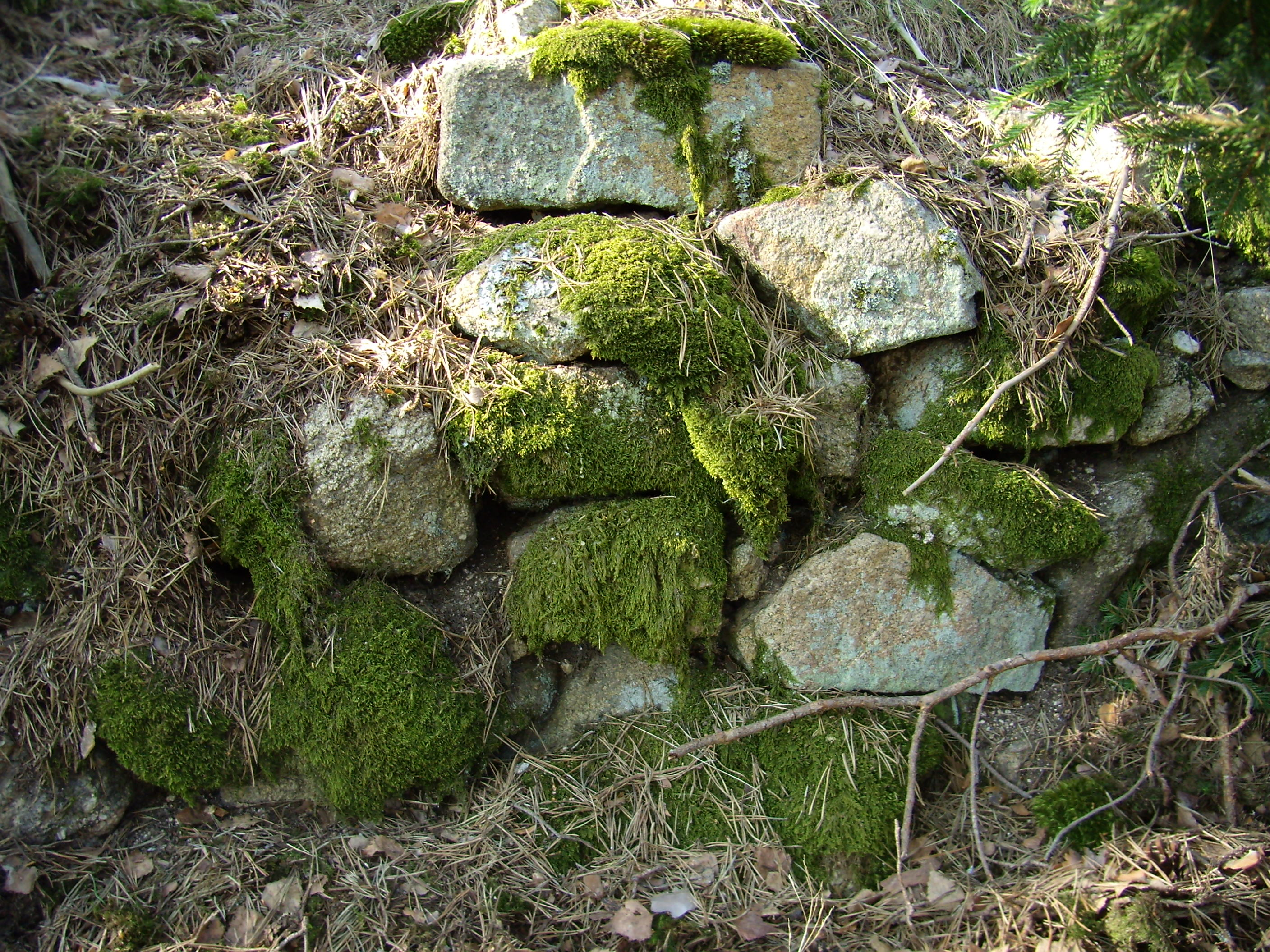
Detail Mauerreste. 2012
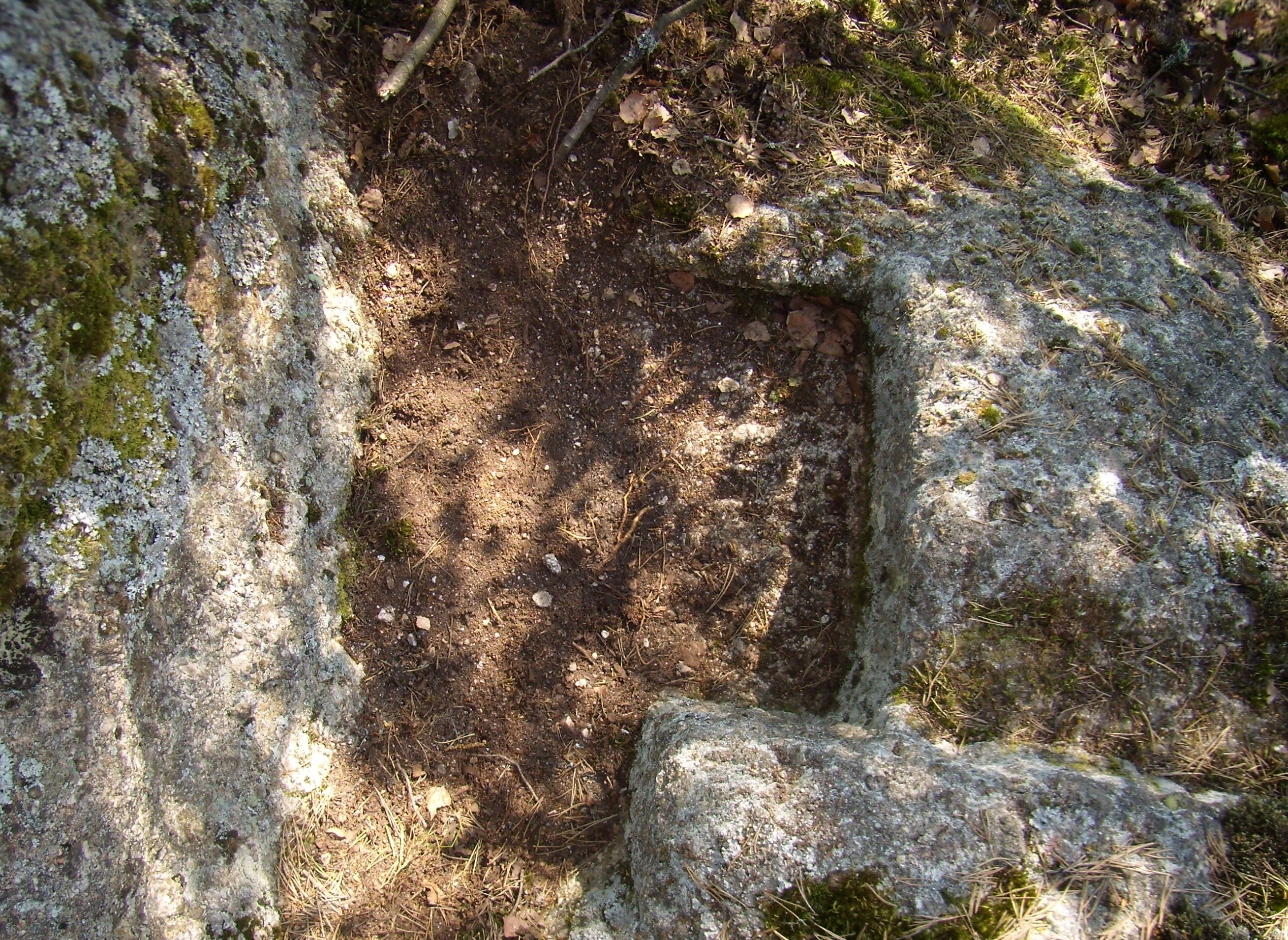
Detail Pfostenloch. 2012

## Lage
Der Burgstall findet sich auf den Gipfelfelsen des Strafenberg (Schraffenperg) auf 736 m Höhe und ~200 m über dem Stampfenbachtal. Die Burg befand sich dort zwischen und auf verschiedenen Felsblöcken. Diese Felsblöcke zeigen die abgerundeten Formen der Wollsackverwitterung. Bei genauerem Hinsehen zeigen sich zahlreiche Einstemmungen (in den Felsen eingestemmte Auflagen für Pfosten oder Mauern). Dazu gibt es spärliche Reste von Steinmauern. Der Zugang ist vom Weiler Schwaighof aus über landwirtschaftliche Wege und forstliche Wegspuren unschwierig möglich. Keine Beschilderung. Bundesdenkmalamt Fundstelle AT-4-0033288 (Befestigung, Mittelalter).. Das benachbarte Anwesen „Bauer im Schwaighof“ (Adresse Schwaighof Nr. 2) gilt als vermutlicher Meierhof der Burg. Das zweite benachbarte Anwesen „Gut am Schraffenperg“ (Adresse Schwaighof Nr. 6) wurde (vor 2023) bis auf Grundmauer und Kapelle abgebrochen. 

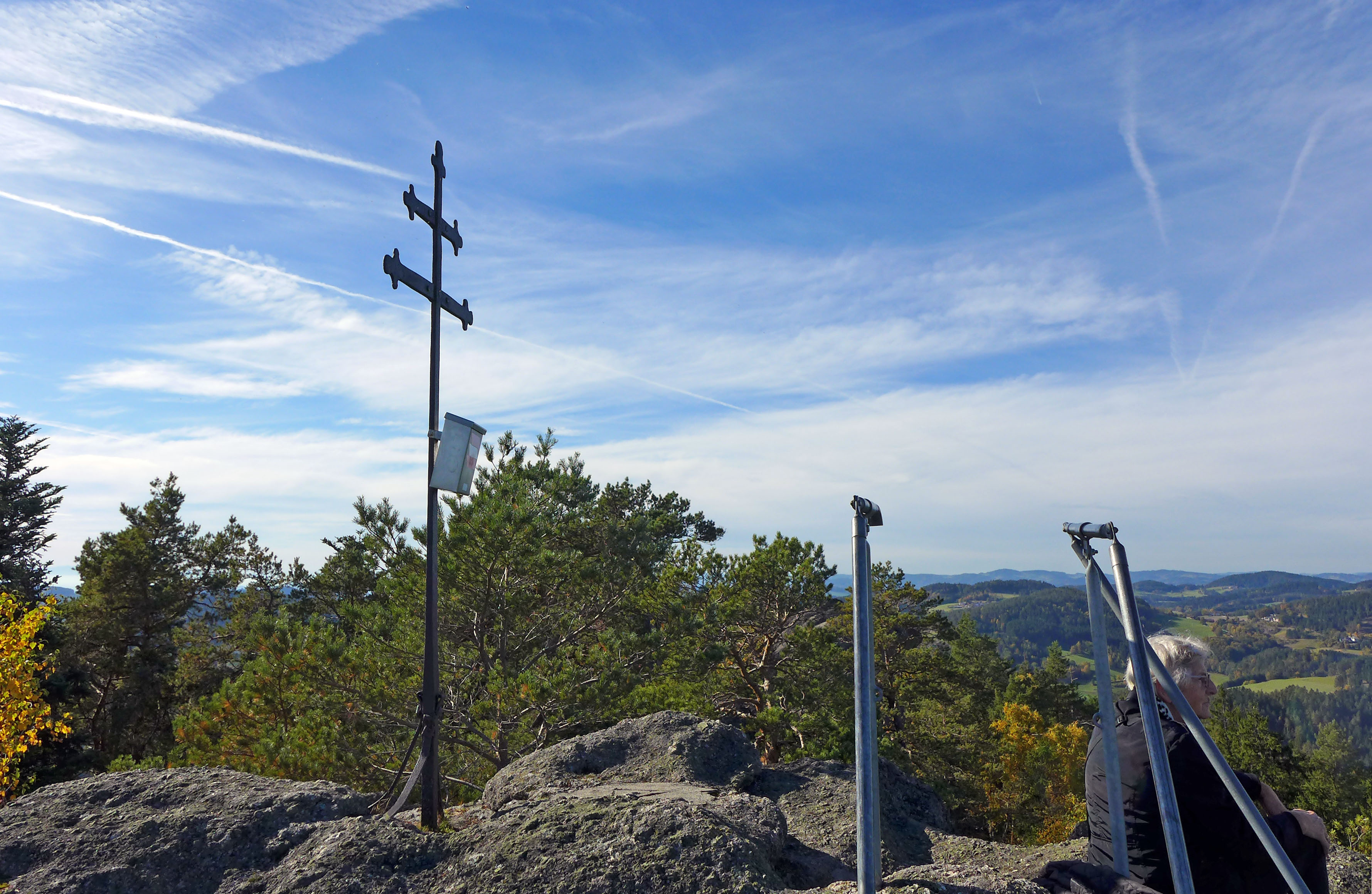
Herzogreitherfelsen. Gipfelplateau

Unweit im Süden findet sich der Burgstall Stampfegg. Noch weiter im Süden der Burgstall Falbenstein. Alle diese Befestigungen lagen entlang des Stampfenbachtales. Eine nahe und namenlose Holzburg entdeckte Alfred Höllhuber weiters südlich des Dorfes Herzogreith auf dem Herzogreitherfelsen (811 m, Lage). Beschilderung „3Gipfelweg 06“.